# Litlesotra
60°21′13″N 5°7′50″Ø / 60.35361°N 5.13056°Ø
Litlesotra (eller Lillesotra) er en ø i Øygarden kommune, vest for Bergen i Vestland fylke i Norge. Øen ligger mellem fastlandet (Bergenshalvøen) i øst og Bildøy og Sotra i vest. Arealet er 16,7 km². Største by er er kommunecenteret i Knarrevik/Straume.
Efter at Sotrabroen åbnede i 1971, steg indbyggertallet hurtigt, og der bor nu ca. 10.000 mennesker på Litlesotra.